# Тиери дьо Термонд
Тиерѝ дьо Термо̀нд (на френски: Thierry de Termonde) е фламандски рицар, конетабъл на Латинската империя. Роден е в гр. Дендермонде, Фландрия. загинал на 31 януари 1206 г. в битката при Русион (съврем. Кешан, Турция). Дьо Термонд е най-малкият син на Готие II дьо Термонд. През 1191 г. под командването на френския крал Филип II участва в Третия кръстоносен поход и остава в Светите земи, като васал в двора на Изабела I Йерусалимска и Анри I. Жени се за Агнес Гибелет, от която получава титлата владетел на Аделон в Кралство Йерусалим. Тиери и Агнес имат син – Даниел I Аделон и дъщеря Маргарет. През 1204 г. се присъединява към Четвъртия кръстоносен поход и заедно с Юг II Сент Омер и брат му Раул дьо Сент Омер (Раул Тивериадски) заминава за Константинопол, където Балдуин Фландърски току-що е избран за император на Латинската империя. Според Жофроа дьо Вилардуен, през януари 1206 г. Тиери командва контингент от кръстоносци, които са унищожени в засада от силите на българския цар Калоян в битката при Русион.